# حمزة كرامو
حمزة كرامو (مواليد 3 فبراير 1988) هو ملاكم جزائري، مثّل بلاده في الألعاب الأولمبية الصيفية 2008.

## روابط خارجية
حمزة كرامو على موقع أوليمبيديا (الإنجليزية)